# Parempheriella annulata
Parempheriella annulata är en tvåvingeart som först beskrevs av Loïc Matile 1974.  Parempheriella annulata ingår i släktet Parempheriella, och familjen svampmyggor. Inga underarter finns listade i Catalogue of Life.